# 里奧奇科 (委內瑞拉)
里奧奇科（西班牙語：Río Chico），是委內瑞拉的城鎮，位於該國北部米蘭達州，是帕埃斯市的首府，始建於1791年9月24日，海拔高度4米，該城鎮平均溫度27攝氏度。
10°40′27.99″N 71°30′49.63″W / 10.6744417°N 71.5137861°W